# Ahdaf Soueif
Ahdaf Soueif (Arabisch: أهْداف سُوَيْف ) (Caïro, 23 maart 1950) is een Egyptisch schrijfster. Ze werd bekend om haar romans, maar schrijft ook politieke en culturele bijdragen in tijdschriften en kranten. Op politiek gebied is ze een actief pleitbezorgster voor de Palestijnse zijde in het Israëlisch-Palestijnse conflict.

## Biografie
Soueif werd in 1950 geboren in Caïro en groeide tussen haar vierde en achtste levensjaar op in Engeland. Haar zus is de mensenrechtenactiviste Laila Soueif en haar zwager de mensenrechtenadvocaat Ahmed Seif. Hun kinderen, Alaa Abd el-Fattah en Mona Seif, zijn eveneens bekende activisten; Ahdaf Soueif komt af en toe in het nieuws door haar steun aan haar neef Alaa. Ze was getrouwd met biograaf, dichter en literatuurcriticus Ian Hamilton (1938-2001) en woont voornamelijk in Engeland (Wimbledon) en zomers in Egypte.
Tijdens haar kinderjaren in Engeland leerde ze al een beetje Engels door stripverhalen en kinderboeken te lezen. Haar kinderjaren bracht ze daar door, omdat haar moeder haar doctoraalstudie volgde aan de Universiteit van Londen. Zelf keerde ze in 1973 ook terug voor haar doctoraalstudie die ze volgde in talen aan de Lancaster-universiteit. Haar grootmoeder van moederszijde was analfabeet en stimuleerde dat haar dochters zouden studeren.
In 1983 debuteerde ze met haar boek Aisha, dat een verzameling bevat van korte verhalen. Dit boek werd genomineerd voor de fictieprijs van The Guardian. Een ander boek van haar, The Map of Love, werd in 1999 genomineerd voor de prestigieuze Man Booker Prize for Fiction. Dit boek werd in het Nederlands vertaald als De kaart van de liefde. In 2010 werd ze bekroond met de Mahmoud Darwish Award en in 2012 met de Costantine Cavafy Award. Verder werd haar boek Sandpiper op de Boekenbeurs van Cairo van 1996 bekroond als Beste collectie van korte verhalen. Haar boeken schrijft ze in het Engels en Arabisch en zijn vertaald in meerdere talen, zoals het Frans en Italiaans. In 2019 werd de ECF Princess Margriet Award for Culture aan haar toegekend.
Soueif dankt haar bekendheid aan haar romans. Die gaan vaak over vrouwen en over de tegenstellingen tussen de westerse wereld waar ze veel woont en zich nog niet echt thuis voelt en de oosterse waar ze vandaan komt. Hiernaast werkt ze voltijds voor een Arabische culturele instelling.
Ze schrijft ook politieke commentaren en culturele bijdrages in tal van Arabische kranten en tijdschriften, maar ook in westerse media zoals The Guardian, The Observer, The Sunday Telegraph, The Washington Post en Cosmopolitan. In politiek opzicht steunt ze de Palestijnse zijde in het Midden-Oosten-conflict en is ze pleitbezorger van de Palestine Solidarity Campaign en de Chair of PalFest.